# Univitellodidymocystis neothuuni
Univitellodidymocystis neothuuni är en plattmaskart. Univitellodidymocystis neothuuni ingår i släktet Univitellodidymocystis och familjen Didymozoidae. Inga underarter finns listade i Catalogue of Life.